# Полиоксоренат
По́лио́ксорена́ты — новый подкласс неорганических соединений, относящийся, наряду с полимолибдатами, полиоксовольфраматами, политехнетатами, поливанадатами en:Sodium decavanadate и др., к классу полиоксометаллатов. Открыт в 2023 году в работе российских учёных Волкова М.А., Григорьева М.А., Германа К.Э. и др., и впоследствии активно обсуждался в Президиуме РАН . Подтвержден независимо как рентгеноструктурными, так и масс-спектроскопическими исследованиями . Данный подкласс ускользал от исследователей более 70 лет, также, как входящий в это соединение координационный полиэдр мезорената, несмотря на многочисленные упорные поиски.  Представляет особый независимый интерес для теоретической химии  , поскольку является первым примером полиоксометаллата, стабилизированным за счет внутримолекулярных взаимодействий анион—анион.
В состав данного окоаниона входит 4 атома рения и 15 атомов кислорода — [Re4O15]2–, причем общий отрицательный заряд полиоксоренат-аниона равен −2.
Недавно М. Мохел и М. Ниман с соавторами опубликовано подтверждение существования небольших анионных олигомеров полиоксоренатов  ( включая димеры, тримеры, тетрамеры, пентамеры и гексамеры Re) в слабокислых растворах ,  аналогичных полиоксоренатам, идентифицированым в  первичном источнике [1] по масс-спектрам полиоксоперрената пиразолия с помощью масс-спектрометрии с лазерной ионизацией. Однако в [6] отмечено, что в присутствии циркония подобные полиоксоренаты не образуются.
Как и в большинстве полиоксометаллатов, в полиоксоренате  атомы переходного металла — рения — присутствуют в высшей степени окисления (Re(VII)). Близкий аналог по Таблице Менделеева — технеций — образует полиоксометаллат совершенно иного состава — полиоксотехнетат — который обнаружен как в твердом соединении (H7O3)4Tc20O68 рентгеноструктурно, так и в растворе методами MALDI, ESI-MS и LI-MS, однако  технеций в нём проявляет две разные степени окисления — Tc(V) и Tc(VII). В твёрдом виде такой полиоксоттехнетата-анион удалось выделить также как аммониевую соль.
Кроме полиоксорената [Re4O15]2– по данным масс-спектроскопии обнаружены полиоксоренаты содержащие 3 и 5 оксоанионов рения(VII), однако их структура пока не уточнена.
Полиоксоренат  [Re4O15]2–  не имеет аналогов в химии марганца и технеция  и является редким случаем, демонстрирующим не сходства, а различия в химии элементов седьмой группы Периодической системы Д.И. Менделеева.